# Temporada 2006 del Campeonato de España de F3
La Temporada 2006 del Campeonato de España de Fórmula 3 es la sexta edición de este campeonato. Esta edición contó con 13 escuderías, una de ellas invitada de las cuales salió ganadora por sexta y última vez consecutiva Racing Engineering ya que para la temporada siguiente decidiría no participar. El ganador de esta edición fue el argentino Ricardo Risatti. Subcampeón quedó Roldán Rodríguez y el tercero Máximo Cortés. El ganador de la clase Copa fue Germán Sánchez Flor. La novedad introducida es que por primera vez se corre en un circuito fuera de la península ibérica.

## Calendario
| Ronda | Circuito                       | Localización               | Fecha              |
| ----- | ------------------------------ | -------------------------- | ------------------ |
| 1     | Circuito Ricardo Tormo         | Cheste                     | 8-9 de abril       |
| 2     | Circuito de Nevers Magny-Cours | Magny-Cours                | 29-30 de abril     |
| 3     | Circuito del Jarama            | San Sebastián de los Reyes | 20-21 de mayo      |
| 4     | Autódromo do Estoril           | Estoril                    | 24-25 de junio     |
| 5     | Circuito de Albacete           | Albacete                   | 2-3 de septiembre  |
| 6     | Circuito Ricardo Tormo         | Cheste                     | 7-8 de octubre     |
| 7     | Circuito de Jerez              | Jerez                      | 21-22 de octubre   |
| 8     | Circuit de Catalunya           | Montmeló                   | 11-12 de noviembre |

## Escuderías y pilotos
| Escudería             | N.º | Pilotos                 | Icono | Rondas |
| --------------------- | --- | ----------------------- | ----- | ------ |
| Racing Engineering    | 1   | Marcos Martínez         |       | 1-7    |
| Racing Engineering    | 1   | Javier Villa            |       | 8      |
| Racing Engineering    | 2   | Nicolas Prost           |       | Todas  |
| Racing Engineering    | 3   | Miguel Molina           |       | Todas  |
| Racing Engineering    | 4   | Sergio Jiménez          |       | Todas  |
| Racing Engineering    | 30  | Javier Villa            | C     | 2      |
| Campos Racing         | 5   | Marco Barba             |       | Todas  |
| Campos Racing         | 6   | Roldán Rodríguez        |       | Todas  |
| Llusiá Racing         | 7   | Nico Verdonck           |       | 1      |
| Llusiá Racing         | 7   | Iago Rego               |       | 6-7    |
| Llusiá Racing         | 7   | Himar Acosta            |       | 8      |
| GTA Motor Competición | 8   | Manel Cerqueda, jr.     |       | Todas  |
| GTA Motor Competición | 9   | Manuel Sáez-Merino, jr. |       | 1-6    |
| GTA Motor Competición | 10  | Arturo Llobell          |       | Todas  |
| GTA Motor Competición | 31  | Manuel Gutiérrez        | C     | 6-8    |
| GTA Motor Competición | 32  | Siso Cunill             | C     | 6-8    |
| Elide Racing          | 11  | Carlos Iaconelli        |       | 1-3    |
| Elide Racing          | 11  | Gustavo Yacaman         |       | 5-6    |
| Elide Racing          | 11  | Alejandro Núñez         |       | 7-8    |
| Elide Racing          | 15  | Nil Montserrat          |       | Todas  |
| TEC-Auto              | 13  | Máximo Cortés           |       | Todas  |
| TEC-Auto              | 14  | Ricardo Risatti         |       | Todas  |
| TEC-Auto              | 24  | Iago Rego               |       | 1-5    |
| TEC-Auto              | 24  | Alby Ramírez            |       | 6      |
| TEC-Auto              | 25  | Carlos Cosidó, jr.      |       | Todas  |
| RSC Sport             | 16  | Aleix Alcaraz           |       | 7      |
| RSC Sport             | 28  | José Luís López-Pampló  | C     | Todas  |
| Escuela Profiltek     | 17  | Adrián Campos, jr.      | C     | Todas  |
| Escuela Profiltek     | 18  | Germán Sánchez          | C     | Todas  |
| Escuela Profiltek     | 33  | Carmen Jordá            | C     | 6      |
| ECA Racing            | 19  | Juan Manuel Polar       | C     | Todas  |
| ECA Racing            | 20  | Ignacio Char            | C     | 1-3    |
| ECA Racing            | 20  | Víctor García           | C     | 7-8    |
| Porfesa Competición   | 19  | Roberto Merhi           | C     | 6      |
| Cetea Sport           | 26  | Toni Rubiejo            | C     | Todas  |
| Cetea Sport           | 29  | Xavi Barrio             | C     | 8      |
| Logo Automoción       | 27  | Germán López Balboa     | C     | Todas  |

| Icono   | Significado                      |
| ------- | -------------------------------- |
| C       | Puntuable para la Copa           |
| I       | Puntuable para el Trofeo Ibérico |
| Cursiva | Piloto invitado                  |

## Clasificaciones

### Pilotos
| Pos                           | Piloto                  | VAL | VAL | MAG | MAG | JAR | JAR | EST | EST | ALB | ALB | VAL | VAL | JER | JER | CAT | CAT | Pts |
| ----------------------------- | ----------------------- | --- | --- | --- | --- | --- | --- | --- | --- | --- | --- | --- | --- | --- | --- | --- | --- | --- |
| 1                             | Ricardo Risatti         | Ret | 6   | 1   | 3   | 2   | 1   | 18  | 5   | 5   | 1   | 1   | 9   | 5   | 1   | 7   | 4   | 118 |
| 2                             | Roldán Rodríguez        | 2   | 11  | 9   | 5   | 5   | 16  | 4   | 1   | 1   | 7   | 4   | 1   | 1   | 7   | 4   | 6   | 103 |
| 3                             | Máximo Cortés           | 9   | 8   | 5   | 1   | 15  | 5   | 1   | 4   | 7   | 5   | 2   | 2   | 2   | 3   | 13  | Ret | 93  |
| 4                             | Nicolas Prost           | 4   | 4   | 3   | 4   | Ret | 10  | 2   | 9   | Ret | 12  | 6   | 3   | 3   | 5   | 1   | 5   | 83  |
| 5                             | Sérgio Jimenez          | 7   | 5   | 4   | 6   | 1   | 2   | 16  | 10  | 10  | 3   | 3   | 4   | Ret | DNS | 14  | 3   | 74  |
| 6                             | Miguel Molina           | 19  | 10  | 11  | DNS | 13  | 3   | 3   | 3   | 4   | 2   | 8   | 5   | Ret | 10  | 3   | 1   | 69  |
| 7                             | Marco Barba             | 1   | 3   | 6   | 11  | 14  | 13  | 5   | 2   | 2   | 14  | Ret | 10  | 6   | 2   | DNS | 7   | 67  |
| 8                             | Arturo Llobell          | 8   | 13  | 8   | Ret | Ret | 11  | 9   | 17  | 3   | 4   | 19  | 8   | 7   | 4   | 5   | 2   | 47  |
| 9                             | Nil Montserrat          | 13  | 7   | 10  | 8   | Ret | Ret | 8   | 8   | Ret | 8   | 5   | 6   | 4   | 6   | Ret | 8   | 34  |
| 10                            | Marcos Martínez Ucha    | 6   | 1   | 12  | 7   | Ret | 8   | 14  | 19  | Ret | 9   | 7   | 7   | Ret | Ret |     |     | 29  |
| 11                            | Manuel Sáez-Merino, Jr. | 3   | Ret | 14  | 10  | 3   | 4   | 17  | 11  | 12  | 10  | Ret | DNS |     |     |     |     | 24  |
| 12                            | Carlos Iaconelli        | 5   | 2   | Ret | 9   | 4   | DNS |     |     |     |     |     |     |     |     |     |     | 23  |
| 13                            | Germán Sánchez          | 16  | 14  | 16  | 14  | 6   | 7   | 7   | 6   | 6   | 15  | 9   | 11  | Ret | DNS | 15  | Ret | 19  |
| 14                            | Manel Cerqueda, Jr.     | 12  | 12  | 17  | 12  | Ret | 9   | 6   | 7   | 13  | 11  | Ret | 13  | 8   | 8   | Ret | 15  | 16  |
| 15                            | Juan Manuel Polar       | 14  | Ret | 13  | 13  | 9   | 6   | Ret | 15  | Ret | 17  | 10  | Ret | 9   | 9   | 8   | 13  | 11  |
| 16                            | Gustavo Yacamán         |     |     |     |     |     |     |     |     | 8   | 6   | Ret | 12  |     |     |     |     | 6   |
| 17                            | Adrian Campos Jr.       | 11  | DSQ | 15  | 16  | DNS | 15  | Ret | 12  | 9   | 13  | DNS | 16  | 10  | 11  | 9   | 10  | 5   |
| 18                            | Toni Rubiejo            | 15  | 15  | Ret | 17  | 7   | 12  | 13  | 13  | 11  | 16  | 11  | 14  | 12  | 14  | DNS | 12  | 3   |
| 19                            | Iago Rego               | Ret | 18  | 19  | 19  | 8   | Ret | 11  | Ret | Ret | Ret | 15  | 20  | 11  | 12  |     |     | 3   |
| 20                            | José Luís López-Pampló  | 18  | Ret | 17  | Ret | 11  | Ret | 10  | 16  | Ret | 18  | Ret | Ret | 13  | Ret | 11  | 16  | 2   |
| 21                            | Nico Verdonck           | 10  | 9   |     |     |     |     |     |     |     |     |     |     |     |     |     |     | 1   |
|                               | Carlos Cosidó, Jr.      | Ret | 17  | Ret | 15  | 10  | 14  | 12  | 14  | Ret | 19  | 12  | Ret | 15  | Ret | 16  | 19  | 0   |
|                               | Germán López Balboa     | 17  | 19  | 18  | 20  | 12  | 17  | 15  | 18  | DNS | Ret | 13  | 15  | Ret | 17  | 17  | 14  | 0   |
|                               | Ignacio Char            | Ret | 16  | 20  | 18  | 18  | DNS |     |     |     |     |     |     |     |     |     |     | 0   |
| pilotos no aptos para puntuar |                         |     |     |     |     |     |     |     |     |     |     |     |     |     |     |     |     |     |
|                               | Javier Villa            |     |     | 2   | 2   |     |     |     |     |     |     |     |     |     |     | 2   | 18  | 0   |
|                               | Himar Acosta            |     |     |     |     |     |     |     |     |     |     |     |     |     |     | 6   | 17  | 0   |
|                               | Manuel Gutiérrez        |     |     |     |     |     |     |     |     |     |     |     |     | Ret | DNS | Ret | 9   | 0   |
|                               | Siso Cunill             |     |     |     |     |     |     |     |     |     |     | Ret | 21  | 14  | 13  | 10  | 11  | 0   |
|                               | Víctor García           |     |     |     |     |     |     |     |     |     |     |     |     | 17  | 16  | 12  | Ret | 0   |
|                               | Aleix Alcaraz           |     |     |     |     |     |     |     |     |     |     |     |     | 16  | 15  |     |     | 0   |
|                               | Alejandro Núñez         |     |     |     |     |     |     |     |     |     |     | 16  | 19  | Ret | Ret | DNS | Ret | 0   |
|                               | Alba Ramírez            |     |     |     |     |     |     |     |     |     |     | 17  | Ret |     |     |     |     | 0   |
|                               | Carmen Jordá            |     |     |     |     |     |     |     |     |     |     | 18  | 18  |     |     |     |     | 0   |
| Pos                           | Piloto                  | VAL | VAL | MAG | MAG | JAR | JAR | EST | EST | ALB | ALB | VAL | VAL | JER | JER | CAT | CAT | Pts |

| Color     | Resultado                                                               |
| --------- | ----------------------------------------------------------------------- |
| Oro       | Ganador                                                                 |
| Plata     | 2.ª plaza                                                               |
| Bronce    | 3.ª plaza                                                               |
| Verde     | Finalizó en los puntos                                                  |
| Azul      | Finalizó sin puntos                                                     |
| Azul      | NC - No clasificado                                                     |
| Violeta   | Ret - No terminó (Carrera)                                              |
| Rojo      | DNQ - No se clasificó                                                   |
| Negro     | DSQ - Descalificado                                                     |
| Blanco    | DNS - No empezó (carrera)                                               |
| Blanco    | WD - Retirado (fin de semana)                                           |
| Blanco    | C - Carrera cancelada                                                   |
| Sin color | DNP - Inscrito pero no participó                                        |
| Sin color | INJ - Lesionado                                                         |
| Sin color | EX - Excluido                                                           |
| Estado    | Resultado                                                               |
| Negrita   | Pole position                                                           |
| Cursiva   | Vuelta rápida                                                           |
| †         | Abandona, pero clasifica al completar el porcentaje requerido para ello |

### Copa
| Pos | Piloto                 | Pts |
| --- | ---------------------- | --- |
| 1   | Germán Sánchez Flor    | 108 |
| 2   | Juan Manuel Polar      | 93  |
| 3   | Adrián Campos, jr.     | 89  |
| 4   | Antonio Rubiejo        | 84  |
| 5   | Caros Cosidó           | 32  |
| 6   | José Luis López-Pampló | 28  |
| 7   | Germán López           | 22  |
| 8   | Iago Rego              | 15  |
| 9   | Siso Cunill            | 9   |
| 10  | Ignacio Char           | 6   |
| Pos | Piloto                 | Pts |

### Escuderías
| Pos | Escudería             | Pts |
| --- | --------------------- | --- |
| 1   | Racing Engineering    | 155 |
| 2   | TEC-Auto              | 146 |
| 3   | Campos Racing         | 115 |
| 4   | GTA Motor Competición | 42  |
| 5   | Elide Racing          | 22  |
| 6   | Llusiá Racing         | 0   |
| 7   | Escuela Profiltek     | 0   |
| 8   | ECA Racing            | 0   |
| 9   | Cetea Sport           | 0   |
| 10  | RSC Sport             | 0   |
| 11  | Logo Automoción       | 0   |
| 12  | Cetea Sport           | 0   |
| NC  | Porfesa               | 0   |
| Pos | Escudería             | Pts |

### Trofeo Ibérico
| Pos | Piloto                  | Pts |
| --- | ----------------------- | --- |
| 1   | Roldán Rodríguez        | 65  |
| 2   | Miguel Molina           | 59  |
| 3   | Máximo Cortés           | 50  |
| 4   | Marco Barba             | 42  |
| 5   | Arturo Llobell          | 36  |
| 6   | Nil Montserrat          | 25  |
| 7   | Manuel Sáez-Merino, jr. | 24  |
| 8   | Manel Cerqueda, jr.     | 21  |
| 9   | German Sánchez Flor     | 18  |
| 10  | Adrián Campos, jr.      | 15  |
| Pos | Piloto                  | Pts |